# Laure Portier
Laure Portier est une réalisatrice française née en 1983.

## Biographie
Après avoir étudié pendant un an à l'ESAV, Laure Portier intègre l'INSAS dont elle est diplômée (section « Image »). Elle travaille ensuite comme assistante caméra. 
Son court métrage Dans l’œil du chien - « premier film documentaire admirable » selon Jérôme Momcilovic (Cahiers du cinéma) - est récompensé en 2019 par le Prix du court métrage au Festival Cinéma du réel.
Son premier long métrage, Soy libre, un documentaire sur son frère, présenté au Festival de Cannes 2021 dans la programmation de l'ACID, sort en mars 2022 ; le film bénéficie d'un accueil critique très favorable.

## Filmographie

### Court métrage
- 2019 : Dans l’œil du chien

### Long métrage
- 2021 : Soy libre